# Национальная академия наук Таджикистана
Национальная академия наук (НАН) Таджикистана (тадж. Академияи миллии илмҳои Тоҷикистон, АМИТ) — высшее научное учреждение Республики Таджикистан. Находится в столице республики — Душанбе.

## История
Основана 14 апреля 1951 года на базе Таджикского филиала Академии наук СССР как Академия наук Таджикской ССР.
Первыми действительными членами Академии Советом Министров Таджикской ССР были утверждены: Садриддин Айни, Мирзо Турсун-Заде, И. Н. Антипов-Каратаев, Б. Г. Гафуров, Б. Н. Ниязмухамедов, С. И. Плешко, А. А. Семёнов, Н. В. Смольский, С. М. Юсупова, X. А. Юлдашев, А. Ю. Якубовский.
В системе академии 3 отделения и 20 научно-исследовательских институтов:
- отделение физико-математических, химических и геологических наук (научно-исследовательские институты: математики; физико-технический им. С. У. Умарова; астрофизики; химии им. В. И. Никитина; геологии; сейсмостойкого строительства и сейсмологии; водных проблем, гидроэнергетики и экологии;),
- отделение биологических и медицинских наук (научно-исследовательские институты: ботаники; зоологии и паразитологии им. Е. Н. Павловского; физиологии растений и генетики; гастроэнтерологии; Памирский биологический им. академика Х. Ю. Юсуфбекова),
- отделение общественных наук (научно-исследовательские институты: истории, археологии и этнографии им. А. Дониша; языка и литературы им. А. Рудаки; экономики; востоковедения и письменного наследия; философии им. А. М. Баховаддинова, гуманитарных наук, демографии, государства и права),

а также Памирский филиал (в состав которого входят 2 института), Худжандский научный центр, Хатлонский научный центр и ряд других научных учреждений, издательство «Дониш», Центральная научная библиотека им. Индиры Ганди.

## Президенты академии

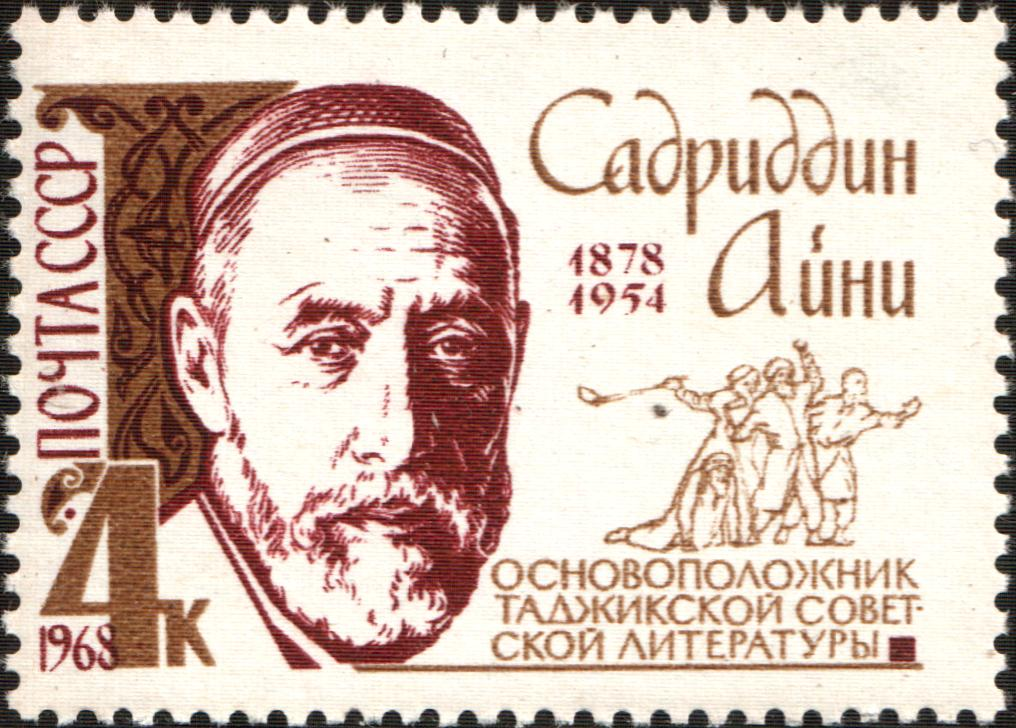
Садриддин Айни, первый президент АН Таджикской ССР

(согласно списку на официальном сайте)
- Садриддин Айни Саидмурадович (1951—1954)
- Умаров Султан Умарович (1957—1964)
- Асимов Мухамед Сайфитдинович (1965—1988)
- Негматуллаев Сабит Хабибуллаевич (1988—1995)
- Мирсаидов Ульмас Мирсаидович (1995—2005)
- Илолов Мамадшо Илолович (2005—2013)
- Рахими, Фарход Кодир (2013—2024)
- Кобилджон Хушвахтзода (c 2024)

## Реформа академии
В целях оптимизации научно-исследовательской деятельности 16 сентября 2010 г. Правительство Таджикистана приняло постановление о структурно-административной реформе Академии наук республики. Согласно этому решению,
- Институт геологии и Институт сейсмостойкого строительства и сейсмологии АН были объединены в Институт геологии, сейсмостойкого строительства и сейсмологии АН Республики Таджикистан;
- Институт ботаники и Институт физиологии растений и генетики — в Институт ботаники, физиологии и генетики растений АН РТ;
- Институт государства и права и Институт философии им. А. Баховаддинова — в Институт философии, политологии и права АН РТ;
- Институт демографии и Институт экономики — в Институт экономики и демографии АН РТ;
- Институт востоковедения и письменного наследия и Институт языка и литературы им. Рудаки — в Институт языка, литературы, востоковедения и письменного наследия им. Рудаки АН РТ[4].

## Современное[когда?]состояние Академии
На 2015 год Академия наук Республики Таджикистан включала 16 научных институтов, в которых трудились 2 тысячи человек. За 2014 год Академия заработала 4,5 млн сомони.

## Текущий[когда?]список действительных членов Академии наук РТ
По умолчанию, данные приведены на основании списка действительных членов на официальном сайте академии на таджикском языке, русификация имён — согласно страницам отделений академии на русском языке, в отдельных случаях — по употребимости во внешних русскоязычных авторитетных источниках. Для избранных в последние несколько лет и не занесенных еще в вышеуказанный официальный список — ссылки на подтверждающие источники даны при дате избрания.
| Имя                               | Дата рождения | Учёная степень | Дата избрания | Отд.    | Специализация                                 | Место работы на дату избрания |
| --------------------------------- | ------------- | -------------- | ------------- | ------- | --------------------------------------------- | --- |
| Акназаров, Огоназар               | 21.02.1940    | д.б.н.         | 07.02.2008    | ОБМН    | физиология и биохимия растений                | Памирский биологический институт имени академика Х. Ю. Юсуфбекова АН РТ |
| Ахмедов, Хаким Мунавварович       | 08.06.1948    | д.х.н.         | 07.02.2008    | ОФМХГТН | энергетика                                    | Физико-технический институт им. С. У. Умарова АН РТ, Президиум АН РТ |
| Ганиев, Изатулло Наврузович       | 19.03.1948    | д.х.н.         | 07.02.2008    | ОФМХГТН | металлургия                                   | Таджикский технический университет им. М. Осими |
| Илолов, Мамадшо Илолович          | 14.03.1948    | д.ф.-м.н.      | 30.03.2005    | ОФМХГТН | математика                                    | Министр труда и социальной защиты населения Республики Таджикистан |
| Имомов, Махмадюсуф Саидалиевич    | 28.04.1959    | д.филол.н.     | 15.11.2014    | ООН     | филология                                     | Российско-Таджикский (славянский) университет |
| Каюмов, Нуриддин Каюмович         | 15.06.1937    | д.э.н.         | 21.11.2001    | ООН     | экономика                                     | Зам. министра экономики и внешнеэкономических связей Республики Таджикистан |
| Махмудов, Махкам Азамович         | 17.07.1957    | д.ю.н.         | 07.02.2008    | ООН     | право                                         | Предс. комитета Высшего Собрания Таджикистана по обеспечению конституционных основ, прав и свобод человека, гражданина и законности, зам. главы аппарата Президента Республики Таджикистан |
| Мироджов, Гиёсудин Кутбудинович   | 12.10.1944    | д.м.н.         | 22.11.2001    | ОБМН    | гастроэнтерология                             | Институт гастроэнтерологии АН РТ |
| Мирсаидов, Ульмас Мирсаидович     | 10.11.1945    | д.х.н.         | 07.05.1993    | ОФМХГТН | химия                                         | Институт химии им. В. И. Никитина АН РТ |
| Назаров, Талбак Назарович         | 15.03.1938    | д.э.н.         | 19.01.1991    | ООН     | экономика                                     | Первый зам. председателя Совета Министров и председатель Госплана Таджикской ССР |
| Негматуллаев, Собит Хабибуллаевич | 16.09.1937    | д.т.н.         | 11.12.1987    | ОФМХГТН | сейсмостойкое строительство                   | Институт сейсмостойкого строительства и сейсмологии Академии наук Таджикской ССР |
| Олимов, Кароматулло Олимович      | 27.07.1944    | д.филос.н.     | 15.11.2014    | ООН     | философия                                     | Отделение общественных наук АН РТ |
| Пачаджанов, Далер Набиджанович    | 03.04.1937    | д.г.-м.н.      | 07.05.1993    | ОФМХГТН | химия                                         | Руководитель аналитического центра АН РТ, президент Малой академии наук РТ |
| Раджабов, Нусрат Раджабович       | 25.09.1938    | д.ф.-м.н.      | 22.11.2001    | ОФМХГТН | математика                                    | Полпред Таджикистана в комитете НАТО по науке |
| Рахимов, Фарход Кодирович         | 19.09.1968    | д.ф.-м.н.      | 15.11.2014    | ОФМХГТН | теоретическая физика                          | Президент АН РТ |
| Рахмонзода, Абдуджаббор Азизи     | 15.03.1959    | д.филол.н.     | 07.02.2008    | ООН     | филология                                     | Министр образования Республики Таджикистан |
| Рахмонов, Зарулло Хусейнович      | 10.12.1959    | д.ф.-м.н.      | 14.07.2017    | ОФМХГТН | математическая логика, алгебра и теория чисел | Институт математики им. акад. А. Джураева АН РТ |
| Салими, Носирджон Юсуфзода        | 03.12.1960    | д.филол.н.     | 07.02.2008    | ООН     | филология                                     | Худжандский государственный университет им. Б. Гафурова |
| Турсунов, Акбар                   | 01.10.1939    | д.филос.н.     | 15.11.2014    | ООН     | философия                                     | Отделение общественных наук АН РТ |
| Халиков, Джурабай Халикович       | 06.02.1942    | д.х.н.         | 22.11.2001    | ОФМХГТН | химия                                         | Институт химии им. В. И. Никитина АН РТ |
| Хисориев, Хикмат                  | 05.03.1952    | д.б.н.         | 15.11.2014    | ОБМН    | ботаника                                      | Институт ботаники, физиологии и генетики растений АН РТ |
| Шабозов, Мирганд Шабозович        | 06.06.1952    | д.ф.-м.н.      | 07.02.2008    | ОФМХГТН | математика                                    | Председатель Государственного комитета по статистике Республики Таджикистан |
| Якубов, Юсуфшо                    | 16.11.1937    | д.и.н.         | 14.07.2017    | ООН     | археология                                    | Институт истории, археологии и этнографии им. Ахмада Дониша АН РТ |
| Якубова, Мухиба Мухсиновна        | 22.01.1937    | д.б.н.         | 07.02.2008    | ОБМН    | физиология и биохимия растений                | Таджикский национальный университет |

К началу 2020 года в штате АН РТ насчитывается 34 действующих академика (из них 33 мужчины и одна женщина). Старейшей по возрасту из ныне живущих действительных членов АН РТ является физиолог Мухиба Якубова, родившаяся 22 января 1937 года. Дольше всех находится в статусе академика (избран действительным членом АН Таджикской ССР в 1987 году) сейсмолог Собит Негматуллаев. Самый молодой из академиков — физик-теоретик Фарход Рахимов (1968 года рождения), ставший ещё до своего избрания действительным членом в 2014 году президентом академии (с 2013).

## Текущий[когда?]список членов-корреспондентов Академии наук РТ
По умолчанию, данные приведены на основании списка членов-корреспондентов на официальном сайте академии на таджикском языке, русификация имён — согласно страницам отделений академии на русском языке, в отдельных случаях — по употребимости во внешних русскоязычных авторитетных источниках. Для избранных в последние несколько лет и не занесенных еще в вышеуказанный официальный список — ссылки на подтверждающие источники даны при дате избрания.
| Имя                                    | Дата рождения | Учёная степень | Дата избрания | Отд.    | Специализация                  | Место работы на дату избрания                                                                                    |
| -------------------------------------- | ------------- | -------------- | ------------- | ------- | ------------------------------ | --- |
| Абдуламонов, Козимамад                 | 13.11.1948    | д.с.-х.н.      | 14.07.2017    | ОБМН    | генетика                       | Институт биологии Памира АН РТ                                                                                   |
| Абдуллаев, Абдуманон                   | 17.12.1950    | д.б.н.         | 07.02.2008    | ОБМН    | физиология и биохимия растений | Институт физиологии растений и генетики АН РТ                                                                    |
| Абдуллаев, Хамиджон Абдуллаевич        | 20.08.1945    | д.б.н.         | 22.11.2001    | ОБМН    | физиология растений            | Институт ботаники, физиологии и генетики растений АН РТ                                                          |
| Алиев, Курбон Алиевич                  | 15.01.1940    | д.б.н.         | 08.07.1997    | ОБМН    | молекулярная биология          | Институт физиологии растений и генетики АН РТ                                                                    |
| Бадалов, Абдухайр                      | 10.05.1949    | д.х.н.         | 14.07.2017    | ОФМХГТН | неорганическая химия           | Таджикский технический университет им. М. Осими                                                                  |
| Гулов, Саидали Мамурович               | 19.08.1955    | д.б.н.         | 14.07.2017    | ОБМН    | генетика                       | Таджикский аграрный университет                                                                                  |
| Давлатзода, Сайфиддин Хайриддин        | 25.09.1970    | д.б.н.         | 14.07.2017    | ОБМН    | ботаника и экология            | Глава управления науки и образования исполнительного аппарата президента Таджикистана                            |
| Джумаев, Бахшулло Бокиевич             | 10.09.1960    | д.б.н.         | 14.07.2017    | ОБМН    | физиология                     | Институт физиологи растений и генетики АН РТ                                                                     |
| Додихудоев, Хаёлбек                    | 09.05.1936    | д.филос.н.     | 08.07.1997    | ООН     | философия                      | Институт философии, политологии и права им. А. Баховаддинова АН РТ                                               |
| Додхаева, Мунаввара Файзуллаевна       | 02.06.1946    | д.м.н.         | 22.11.2001    | ОБМН    | акушерство и гинекология       | Таджикский государственный медицинский университет                                                               |
| Зохидов, Низамиддин                    | 08.06.1957    | д.филол.н.     | 14.06.2017    | ООН     | востоковедение                 | Первый зам. министра иностранных дел Таджикистана                                                                |
| Идиев, Хайриддин Усмонович             | 15.09.1967    | д.филос.н.     | 14.06.2017    | ООН     | социальная философия           | Таджикский государственный институт культуры и искусств им. М. Турсунзода                                        |
| Исхоков, Сулаймон Абунасрович          | 07.10.1959    | д.ф.-м.н.      | 14.07.2017    | ОФМХГТН | математика                     | Институт математики АН РТ, Политехнический институт СВФУ им. Аммосова                                            |
| Кохирова, Гулчехра Исроиловна          | 06.12.1962    | д.ф.-м.н.      | 14.07.2017    | ОФМХГТН | астрономия                     | Институт астрофизики АН РТ                                                                                       |
| Курбонов, Икром Курбонович             | 13.07.1947    | д.ф.-м.н.      | 07.02.2008    | ОФМХГТН | математика                     | Российско-Таджикский (славянский) университет                                                                    |
| Кучаров, Аламхон                       | 04.02.1946    | д.филол.н.     | 14.07.2017    | ООН     | литературоведение              | Таджикский национальный университет                                                                              |
| Мадвалиев, Умархон                     | 17.01.1954    | д.ф.-м.н.      | 14.07.2017    | ОФМХГТН | физика                         | Физико-технический институт им. С. У. Умарова АН РТ                                                              |
| Мансури, Дилрабо                       | 29.01.1974    | д.т.н.         | 14.07.2017    | ОФМХГТН | машиностроение                 | Политехнический институт ТТУ им. Осими в Худжанде, ВС Таджикистана                                               |
| Махмадов Абдурахмон Наврузович         | 25.06.1958    | д.полит.н.     | 14.07.2017    | ООН     | политология                    | Институт философии, политологии и права им. А. Баховаддинова АН РТ                                               |
| Музаффар, Мухаммадали                  | 05.05.1947    | д.филос.н.     | 14.07.2017    | ООН     | философская антропология       | Центр антропологии АН РТ                                                                                         |
| Мухаммадходжаев, Ахмадджон             | 10.02.1941    | д.филос.н.     | 08.07.1997    | ООН     | философия                      | Институт философии, политологии и права им. А. Баховаддинова АН РТ                                               |
| Назарзода, Сайфиддин                   | 03.11.1956    | д.филол.н.     | 14.07.2017    | ООН     | языковедение                   | Таджикский национальный университет, Национальная библиотека Таджикистана                                        |
| Насриддинов, Эмомали Сайфиддинович     | 02.07.1966    | д.ю.н.         | 14.07.2017    | ООН     | юриспруденция                  | Национальный университет Таджикистана                                                                            |
| Низомов, Джахонгир                     | 29.06.1947    | д.т.н.         | 07.02.2008    | ОФМХГТН | сейсмология                    | Институт геологии, сейсмостойкого строительства и сейсмологии АН РТ                                              |
| Норматов, Ином Шерович                 | 25.06.1958    | д.х.н.         | 25.02.2004    | ОФМХГТН | физика                         | Институт водных ресурсов, гидроэнергетики и экологии АН РТ                                                       |
| Одинаев, Хайдар                        | 02.12.1955    | д.т.н.         | 25.02.2004    | ОФМХГТН | металлургия                    | Таджикский технический университет им. акад. М. С. Осими                                                         |
| Пирумшоев, Хайдаршо                    | 30.12.1944    | д.и.н.         | 14.07.2017    | ООН     | история                        | Институт истории, археологии и этнографии им. Ахмада Дониша АН РТ, Российско-Таджикский (славянский) университет |
| Рахимов, Исматулло Фатхуллоевич        | [уточнить]    | д.м.н.         | 14.07.2017    | ОФМХГТН | фармацевтическая химия         | Институт химии им. В. И. Никитина АН РТ                                                                          |
| Рахимов, Маҳмад Забирович              | 02.08.1954    | д.ю.н.         | 14.07.2017    | ООН     | юриспруденция                  | Национальный центр законодательства при президенте Республики Таджикистан                                        |
| Рахматуллозода, Сахидод Рахматуллоевич | 27.10.1964    | д.филол.н.     | 14.07.2017    | ООН     | языковедение                   | Институт языка, литературы, востоковедения и письменного наследия им. Рудаки АН РТ                               |
| Саидмуродов, Лутфилло Хабибуллоевич    | 14.09.1959    | д.э.н.         | 14.07.2017    | ООН     | экономика                      | Таджикский государственный университет                                                                           |
| Саидов, Абдусаттор Самадович           | 01.04.1961    | д.б.н.         | 14.07.2017    | ОБМН    | зоология                       | Главный уч.секретарь АН РТ                                                                                       |
| Саидов, Нуриддин Саидович              | 25.11.1965    | д.филос.н.     | 14.06.2017    | ООН     | философия                      | Министр образования Республики Таджикистан                                                                       |
| Салихов, Тагоймурод Хаитович           | 01.03.1947    | д.ф.-м.н.      | 14.07.2017    | ОФМХГТН | физика                         | Таджикский национальный университет                                                                              |
| Султонов, Мирзохасан Баротович         | 09.06.1966    | д.филол.н.     | 14.07.2017    | ООН     | языковедение                   | Институт языка, литературы, востоковедения и письменного наследия им. Рудаки АН РТ                               |
| Табаров, Абдулло Хабибуллоевич         | 11.02.1963    | д.ф.-м.н.      | 14.07.2017    | ОФМХГТН | математика                     | Кулябский государственный университет им. Рудаки                                                                 |
| Туйчиев, Шарофиддин Туйчиевич          | 24.10.1943    | д.ф.-м.н.      | 14.07.2017    | ОФМХГТН | физика                         | Таджикский национальный университет                                                                              |
| Файзиев, Абдулхак Раджабович           | 15.03.1938    | д.г.-м.н.      | 08.07.1997    | ОФМХГТН | минералогия                    | Институт геологии, сейсмостойкого строительства и сейсмологии АН РТ                                              |
| Фелалиев, Акрамшо Саидшоевич           | 08.06.1958    | д.б.н.         | 25.02.2004    | ОБМН    | биология                       | Институт биологии Памира АН РТ, ВС Таджикистана                                                                  |
| Хакдодов, Махмадшариф Махмудович       | 15.03.1959    | д.т.н.         | 07.02.2008    | ОФМХГТН | металлургия                    | Зам. министра энергетики и промышленности Таджикистана, ВС Таджикистана                                          |
| Хамидов, Набиджон Хамидович            | 06.09.1934    | д.м.н.         | 08.07.1997    | ОБМН    | внутренние болезни             | Таджикский государственный медицинский университет                                                               |
| Шарифзода, Абдуфаттох Абдуваххоб       | 26.05.1959    | д.и.н.         | 14.06.2017    | ООН     | история                        | Пресс-секретарь президента Таджикистана                                                                          |
| Шоисматуллаев, Шоназар                 | 20.02.1946    | д.соц.н.       | 07.02.2008    | ООН     | социология                     | Институт философии, политологии и права им. А. Баховаддинова АН РТ                                               |
| Ятимов, Саймумин Сатторович            | 23.06.1955    | д.полит.н.     | 14.06.2017    | ООН     | политология                    | Госкомитет национальной безопасности Таджикистана                                                                |

На 27 января 2020 года в штате АН РТ насчитывается 57 действующих члена-корреспондента (из них 54 мужчины и 3 женщины). Старейшим из ныне живущих членов-корреспондентов АН РТ как по возрасту, так и по стажу в статусе членкора является философ Гаффар Ашуров, родившийся в марте 1930 года и избранный в АН Таджикской ССР в 1976 году. Самый молодой из членкоров АН РТ — машиностроитель Дилрабо Мансурова, родившаяся в 1974 году.

## Текущий[когда?]список иностранных членов Академии наук РТ
| Имя                                 | Страна     | Дата рождения | Учёная степень             | Дата избрания | Отд.    | Специализация                    | Место работы на дату избрания                                   |
| ----------------------------------- | ---------- | ------------- | -------------------------- | ------------- | ------- | -------------------------------- | --------------------------------------------------------------- |
| Абдулатипов, Рамазан Гаджимурадович | Россия     | 04.08.1946    | д.филос.н.                 | 05.03.2007    | ООН     | философия                        | Посол России в Республике Таджикистан                           |
| Акаев, Аскар                        | Кыргызстан | 10.11.1944    | д.ф.-м.н.                  | 05.07.1996    | ОФМХГТН | Прецизионная механика и оптика   | Президент Киргизии                                              |
| Аркадани, Ризо Довари               | Иран       | 06.07.1933    |                            | 16.11.2011    | ООН     | философия                        | Президент Академии наук Ирана                                   |
| Башири, Ирадж                       | Иран       | 07.12.1941    | PhD (иранское языкознание) | 20.12.1997    | ООН     | филология                        | Миннесотский университет                                        |
| Журинов, Мурат Журинович            | Казахстан  | 31.07.1940    | д.х.н.                     | 23.09.2010    | ОФМХГТН | химия                            | Национальная академия наук Казахстана                           |
| Матвеев, Виктор Анатольевич         | Россия     | 11.12.1941    | д.ф.-м.н.                  | 11.11.2011    | ОФМХГТН | физика                           | Московский государственный университет, журнал «Ядерная физика» |
| Миршахи, Масуд                      | Франция    | 19.05.1954    | MD, DSc                    | 17.01.2003    | ОБМН    | медицина                         | Университет Пьера и Марии Кюри                                  |
| Осипов, Юрий Сергеевич              | Россия     | 07.07.1936    | д.ф.-м.н.                  | 20.12.1997    | ОФМХГТН | прикладная математика и механика | Российская академия наук                                        |
| Садовничий, Виктор Антонович        | Россия     | 03.04.1939    | д.ф.-м.н.                  | 05.09.2008    | ОФМХГТН | математика                       | Московский государственный университет                          |
| Четто, Анна Мария                   | Мексика    | 18.02.1946    | PhD (физика)               | 23.05.2007    | ОФМХГТН | физика                           | Зам. главы МАГАТЭ                                               |
| Шердуст, Алиаскар                   | Иран       | 1961 или 1962 |                            | 24.05.2010    | ООН     | филология                        | Посол Ирана в Республике Таджикистан                            |